# Dernier ministère
Pour les articles homonymes, voir Gouvernement Louis-Napoléon Bonaparte.
Deuxième République
Gouvernement Léon Faucher Gouvernement Louis-Napoléon Bonaparte I
Le dernier ministère de la Deuxième République est formé par le président de la République Louis-Napoléon Bonaparte, après le renvoi du ministère Léon Faucher le 26 octobre 1851. Il reste en place jusqu'au Coup d'État du 2 décembre 1851.

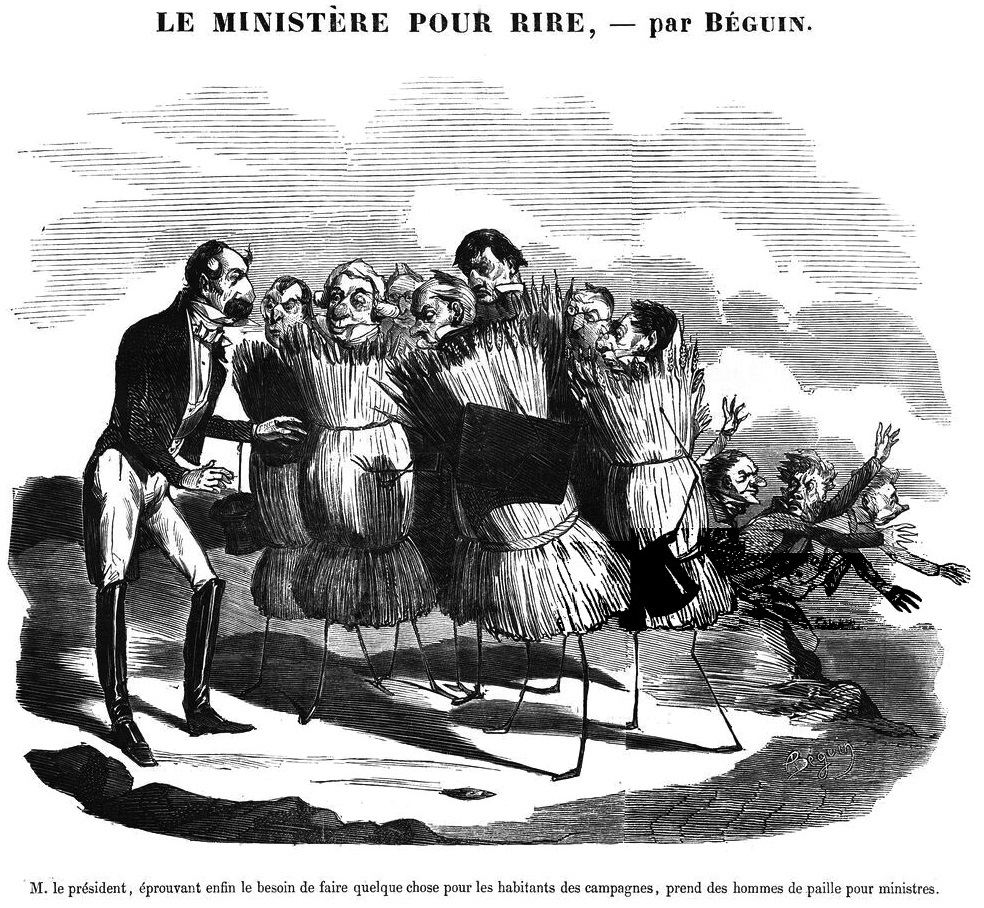
Caricature de Louis-Napoléon Bonaparte et des hommes de paille de son ministère, par Béguin (Le Journal pour rire, 7 novembre 1851)

## Composition du gouvernement

### Ministres nommés le26 octobre 1851
- Ministre de la Justice : Eugène Corbin jusqu'au 1er novembre 1851 (remplacé par Alfred Daviel)
- Ministre des Affaires étrangères : Louis Félix Étienne, marquis de Turgot
- Ministre de l'Intérieur : René de Thorigny jusqu'au 2 décembre (remplacé par Charles de Morny)
- Ministre des Finances : Antoine Blondel jusqu'au 23 novembre 1851 (remplacé par François, comte de Casabianca)
- Ministre de la Guerre : Armand Jacques Leroy de Saint-Arnaud (organisateur du coup d'État du 2 décembre)
- Ministre de la Marine et des Colonies : Hippolyte Fortoul
- Ministre des Travaux publics : Théobald de Lacrosse
- Ministre de l'Agriculture et du Commerce : François, comte de Casabianca jusqu'au 26 novembre 1851 (remplacé par Noël Lefebvre-Duruflé)
- Ministre de l'Instruction publique et des Cultes : Charles Giraud

### Remaniement du1ernovembre 1851
- Ministre de la Justice : Alfred Daviel

### Remaniement du23 novembre 1851
- Ministre des Finances : François, comte de Casabianca

### Remaniement du26 novembre 1851
- Ministre de l'Agriculture et du Commerce : Noël Lefebvre-Duruflé

### Remaniement du2 décembre 1851
- Ministre de l'Intérieur : Charles de Morny